# Hospital Materno Infantil Hugo Chávez
Hospital Materno Infantil Hugo Chávez (oficialmente Hospital Comandante Supremo Hugo Chávez y conocido también como "Hospital Materno infantil El Valle") es un centro hospitalario especializado en el área materno infantil inaugurado en 2012 durante el gobierno del presidente venezolano Hugo Chávez.

## Historia
Los vecinos del sector habían solicitado la obra desde la década de 1990, pero no comenzaría hasta la segunda mitad de la década del 2000 como una obra del entonces alcalde de Caracas, Freddy Bernal. Debido a problemas presupuestarios la obra fue intervenida por el Ministerio de Salud de Venezuela en el 2011 e inaugurada parcialmente en el 2013. En 2013 bajo el gobierno de Nicolás Maduro fue modificado y reinaugurado con su nombre actual. Se localiza en el sector Jardines del Valle, en la Parroquia El Valle al sur de la ciudad de Caracas en el Municipio Libertador parte del Distrito Capital de Venezuela. Posee 14 mil metros cuadrados de construcción, 4 quirofános y 170 camas de hospitalización.

## Denuncias
Para 2018, trabajadores del hospital denunciaron cadáveres y desechos inorgánicos descompuestos en la morgue, ausencia de alumbrado, fallas estructurales, falta de medicamentos e insumos, insalubridad y bajos salarios, entre otros problemas, refiriéndose incluso a la muerte de varios niños que han fallecido por las condiciones en el hospital, la mayoría con cuadro de desnutrición, denuncias confirmadas por las madres. Durante las protestas, una de las pacientes denunció que su sobrina pasó de estar en la sala de recuperación a estar en terapia intensiva.